# Friedrich Schauer (Pfarrer)
Alwin Friedrich Schauer (* 17. April 1891 in Schirgiswalde; † 14. Januar 1958 in Hermannsburg bei Celle) war ein deutscher evangelischer Theologe und Neuorientalist. Von 1947 bis 1950 war er der erste Akademieleiter der Evangelischen Akademie Baden in Bad Herrenalb.

## Leben und Beruf
Nach der Gymnasialzeit und Abitur 1910 in Dresden studierte Schauer 1910–1914 Theologie und neuorientalische Philologie in Leipzig und Göttingen.
Von 1914 bis 1918 nahm er am Ersten Weltkrieg teil, ab dem 1. Dezember 1915 als Leutnant der Reserve, zuletzt als Dolmetscheroffizier für Türkisch und Persisch. Er verlor bereits im April 1915 in dem Ort La Ville aux Bois, Champagne, sein linkes Auge durch eine Schussverletzung beim Flicken eines Drahtverhaus. Schon während des Ersten Weltkriegs übte Schauer für ein Jahr die Vakanzvertretung an der St.-Thomä-Pfarrstelle in Soest aus.
Nach Kriegsende war er 1919–1920 Mitarbeiter im Evangelisch-Lutherischen Zentralverein für Mission unter Israel in Leipzig. Am 18. August 1920 heiratete er Helga von Harling, mit der er drei Söhne hatte; zwei von ihnen fielen im Zweiten Weltkrieg. Am 10. August 1920 promovierte er in Leipzig zum Dr. phil. mit der Dissertation Der türkische Dichter Mehmed Akif nach seinen „Safahat“ dargestellt.
1920 trat Schauer seine erste Stelle als Pfarrer in Molthainen (Ostpreußen) an, die er bis 1929 innehatte. 1929–1933 war er Provinzialjugendpfarrer von Pommern in Stettin. Als Mitglied der zur Berneuchener Bewegung gehörenden Michaelsbruderschaft beteiligte er sich aktiv am Widerstand gegen das Dritte Reich. 1933 schloss sich Schauer einer ersten Protestbewegung, der Jungreformatorischen Bewegung gegen die Deutschen Christen, an. Er wurde Leiter dieser Bewegung in Pommern, wenig später wurde er auch Landesleiter des sogenannten Pfarrernotbundes. Dabei lässt sich Schauers „innerkirchlicher Standort“ eher mit geistlich-spirituell beschreiben als dem Spektrum der kirchenpolitischen Gruppierungen zuordnen. 1934 wurde er Pfarrer im vorpommerschen Pütte. Aus politischen Gründen sollte er schon wenig später in das ostpreußische Popelken (1938–1946: Markthausen) im Kreis Labiau strafversetzt werden. Nachdem die Versetzung Anfang 1935 für ungültig erklärt worden war, konnte er bis 1937 weiter in Pütte bleiben. Schauer arbeitete im Bruderrat der Bekennenden Kirche Pommerns mit, zog sich aber schon 1936 aus dem Kirchenkampf wegen theologischer Differenzen mit Dietrich Bonhoeffer zurück. Von 1937 bis 1946 war er Direktor des Predigerseminars Soest, das am 5. Dezember 1944 durch einen Bombenangriff zerstört wurde.
Im Zweiten Weltkrieg war Schauer von 1939 bis 1945 Offizier und tat seit 1940 Dienst in Oslo/Norwegen. Er war der Adjutant des späteren Ministerpräsidenten von Schleswig-Holstein, Theodor Steltzer. Schauer stand ebenso wie Steltzer, der am 1. August 1944 von der Gestapo festgenommen wurde, auf der Seite des Widerstands gegen den Nationalsozialismus in Norwegen. Der Norwegische Widerstand, genannt „Heimatfront“ (Hjemmefronten), würdigte insbesondere seine Beteiligung an der Befreiung von Alexander Johnson aus dem Konzentrationslager Grini im April 1944. Johnson, damals Leiter der christlichen Studentenbewegung, später Bischof in Hamar, gilt als eine der wichtigsten Personen des Widerstands in der norwegischen Kirche. Nach seiner Zwangsverabschiedung als Offizier gelang Schauer im April 1945 die Flucht nach Schweden, wo er um Asyl nachsuchte. Bis Ende November 1946 lebte er als politischer Flüchtling in Sigtuna (Schweden).
Nach seiner Rückkehr nach Deutschland war Schauer 1947 zunächst an der Lutherkirche in der Karlsruher Oststadt tätig. 1947 wurde er zum ersten Leiter der Evangelischen Akademie Baden in Bad Herrenalb ernannt. 1950 musste er aber wegen schon länger vorhandener Meinungsverschiedenheiten mit dem Landesbischof Julius Bender die Akademiearbeit aufgeben. Er war dann bis zu seiner Pensionierung 1954 Pfarrer in Mühlbach in Baden.
Die Stadt Soest ehrte Schauer, indem sie den Friedrich-Schauer-Weg nach ihm benannte.

## Veröffentlichungen
- Heimabende mit Jungmannschaft. Eichenkreuz-Verlag, Wuppertal-Barmen 1931
- mit Wilhelm Stählin: Geistliche Zucht. Johannes Stauda-Verlag, Kassel 1937
- Die evangelische Akademie der badischen Landeskirche zu Herrenalb (Schwarzwald). Quell-Verlag, Stuttgart 1948
- als Herausgeber: Was ist es um die Hölle? Dokumente zum norwegischen Kirchenstreit. Evangelisches Verlagswerk, Stuttgart 1956